# 5126 Achaemenides
5126 Achaemenides eller 1989 CH2 är en trojansk asteroid i Jupiters lagrangepunkt L5. Den upptäcktes 1 februari 1989 av den amerikanska astronomen Carolyn S. Shoemaker vid Palomar-observatoriet. Den är uppkallad efter Akaemenides i den grekiska mytologin.
Asteroiden har en diameter på ungefär 51 kilometer.